# James J. Gibson
Pour les articles homonymes, voir Gibson et James Gibson.
James Jerome Gibson (1904-1979) est un psychologue américain ayant joué un rôle primordial dans le domaine de la perception visuelle. Rejetant d'abord le béhaviorisme dans The Perception of the Visual World (La Perception du monde visuel, 1950) puis le cognitivisme dans The Ecological Approach to Visual Perception (1979) (Approche écologique de la perception visuelle, tr. fr 2014), il est à l'origine d'une nouvelle approche de la perception (la théorie écologique de la perception), dont la version la plus aboutie est présentée dans ce dernier ouvrage.
James J. Gisbon est le mari de la psychologue Eleanor Gibson, qui a conduit de nombreuses études expérimentales sur la perception des bébés et enfants dans le domaine de la psychologie du développement.

## La psychologie écologique
Selon Gibson, on ne peut expliquer la perception que dans la relation de l'animal avec son environnement, d'où le nom d'approche écologique. Sa théorie de la perception visuelle s'articule autour de deux concepts principaux : le champ optique ambiant, en quelque sorte une version améliorée de la notion de champ de vision, qui représente l'ensemble des rayons lumineux convergeant au point d'observation où se situe l'animal, et les affordances, néologisme formé sur le verbe to afford (fournir, offrir la possibilité), qui sont les possibilités d'interaction entre l'animal et son environnement (par exemple, une chaise offre l'affordance de s'asseoir pour un homme, de marcher pour une souris, et aucune de ces deux affordances pour un éléphant - mais probablement d'autres).
Alors que dans le cognitivisme ou computationnalisme la perception est assimilée à un traitement réalisé par le cerveau sur une représentation mentale en relation directe avec l'image rétinienne, dans l'approche écologique, les affordances sont perçues directement, sans passer par une représentation intermédiaire. Cependant les affordances existent en elles-mêmes, qu'elles soient perçues ou non (qu'un homme n'ait pas conscience de pouvoir s'asseoir sur une chaise ne change rien au fait que c'est possible, car la forme et la taille de la chaise est adaptée à l'anatomie humaine),.
En 2002, une enquête de la Review of General Psychology le classe à la 88e place des psychologues les plus éminents du XXe siècle.